# Противостояние. 3D. Перезагрузка
«Противостояние. 3D. Перезагрузка» — российская компьютерная игра в жанре стратегии в реальном времени, сюжет которой основан на вымышленном сценарии о десятидневном вооружённом конфликте между Российской Федерацией и США в Средней Азии и на Среднем Востоке в августе 2010 года.

## Описание игры
Мировой финансовый кризис к концу 2009 года заставил правительства большинства стран вывести свои коалиционные войска из зоны боевых действий в Ираке и в Афганистане. Ответственность за поддержание порядка в этих странах легла на США.
Но в скором времени участились случаи незаконного проникновения вооружённых группировок на территорию Таджикистана, одновременно небывалыми темпами стала развиваться наркоторговля.
Все эти процессы привели к реальной угрозе национальным интересам РФ. В августе 2010 года началась «десятидневная война» между Россией и США…

## Отличия от предыдущих игр
- Первая игра серии в 3D-графике.
- 12 крупных взаимосвязанных миссий.
- Дополнительные нации в игре: Талибан, Пакистан (играть можно только за Россию).
- Новая модификация боевых юнитов.
- Современные модели пехоты и техники.

## Оценки игры
Несмотря на то, что Противостояние 3D ждало большое количество фанатов серии, которые видели в грядущей трёхмерности продукта новые возможности и новые стратегические тактики, по отзывам в прессе игра совершенно не оправдала ожиданий.
Журнал Игромания поставила игре оценку «Плохо».
Также пресса и игроки отмечали целый ряд недоработок:
- Карты игры большие, но совершенно безжизненные.
- Ландшафт серый и унылый.
- В игре огромное количество багов и недоработок.
- Отсутствует режим многопользовательской игры.
- Многие игроки в некоторых миссиях отмечали внезапный проигрыш, несмотря на то, что условия поражения не были достигнуты.

| Русскоязычные издания | Русскоязычные издания |
| Издание               | Оценка                |
| --------------------- | --------------------- |
| Absolute Games        | 55/100                |

## Сиквел
21 февраля 2017 года компания Cats Who Play, основанная выходцами из MiST land, выпустила продолжение игры, носящее название «Сирия: Русская буря» (Syrian Warfare).